# Aristolochia sericea
Aristolochia sericea Blanco – gatunek rośliny z rodziny kokornakowatych (Aristolochiaceae Juss.). Występuje endemicznie na Filipinach

## Morfologia
PokrójPółkrzew o zimozielonych pędach. Dorasta do 0,5 m wysokości.
LiścieMają lancetowaty lub podłużnie lancetowaty kształt. Mają 7–15 cm długości oraz 2–5 cm szerokości. Nasada liścia ma sercowaty kształt. Całobrzegie, ze spiczastym wierzchołkiem. Ogonek liściowy jest owłosiony i ma długość 2–5 mm.
KwiatyZebrane są w gronach o długości 7–25 cm. Mają wyprostowany kształt. Łagiewka ma elipsoidalny lub jajowaty kształt i 3–5 mm długości.
OwoceTorebki o prawie kulistym kształcie. Mają 10 mm długości.

## Biologia i ekologia
Rośnie w zaroślach. Występuje na terenach nizinnych.